# Helige kejsar Konstantins och kejsarinna Helenas kyrka, Ljubiš
Helige kejsar Konstantins och kejsarinna Helenas kyrka (serbiska: Црква Светог цара Константина и царице Јелене/Crkva Svetog cara Konstantina i carice Jelene) är en serbisk-ortodox kyrkobyggnad belägen tre kilometer från den centrala delen av byn Ljubiš i Zlatibor distrikt i västra Serbien.
Kyrkan är helgad åt den romerska kejsaren Konstantin den store och hans mor, Helena. Den tillhör det serbisk-ortodoxa stiftet Žičas stift.

## Historia
Byggandet av Helige kejsar Konstantins och kejsarinna Helenas kyrka i Ljubiš beslutades under vintern 1922. Den stod färdig redan 1924.
Kyrkan byggdes av frivilliga bidrag från invånarna byn.
1933 genomgick kyrkan en renovering där bland annat taket täcktes med kopparplåt och även församlingshemmet uppfördes.

## Kyrkan
Kyrkan har en korsformad bas med en absid på östra sidan och en kupol som reser sig i den centrala delen av byggnaden.

## Inventarier
Inne i kyrkan finns en ikonostas som är gjord av trä.